# MPEG LA
MPEG LA, LLC est une entreprise de propriété intellectuelle basée à Denver, dans le Colorado. Elle est chargée de licencier les brevets pour l'utilisation de MPEG-2, MPEG-4  IEEE 1394, VC-1, ATSC, MVC, MPEG-2 Systèmes, AVC/H. 264 et H.265/HEVC.
MPEG LA n'est pas affilié avec MPEG (Moving Picture Experts Group), malgré un nom similaire.

## Histoire
MPEG LA a été créée en juillet 1997 afin de gérer plus efficacement le portefeuille de brevets liés à MPEG-2 , détenus par huit sociétés différentes : Fujitsu, Panasonic, Sony, Mitsubishi, Scientific Atlanta, l'Université de Columbia, Philips et General Instrument. MPEG LA est  un patent pool : une société dont la seule activité est l'octroi de licences.
En juin 2012, MPEG LA lance un appel auprès de différentes sociétés afin de prendre également en charge les brevets liés au nouveau standard H.265/HEVC.
Le 29 septembre 2014, MPEG LA propose une licence pour HEVC couvrant les brevets de 23 entreprises. La licence est de 0,20 $US par produit après un seuil de 100 000 unités par an, ainsi qu'un plafond annuel. La licence a été élargie ultérieurement pour prendre en compte la version 2 du standard HEVC.
Le 5 mars 2015, MPEG LA annonce qu'elle demandera 0,20 $ par DisplayPort produit.

## Critiques
MPEG LA a affirmé que ses concurrents, Theora,, et VP8,, violent les brevets du consortium, sans publier les brevets concernés. MPEG LA a ensuite demandé publiquement à toute compagnie possédant des brevets essentiels à VP8 de les rejoindre . En avril 2013, Google, éditeur de VP8, annonce avoir trouvé un accord portant sur le VP8.
En mai 2010, Nero AG a déposé une plainte antitrust à l'encontre de MPEG LA, notamment sur le montant variable des redevances et l'inclusion de brevets non essentiels. Cette plainte a été rejetée.
MPEG LA peut être classé parmi les patent troll.
Bien que le nombre de brevets concernés est passé de 1 048 à 416 en juin 2013, le prix de la licence n'a pas diminué avec l'expiration des brevets,,,.